# Leptura mushana
Leptura mushana là một loài bọ cánh cứng trong họ Cerambycidae.